# نبویشا زوراکیچ
نبویشا زوراکیچ (انگلیسی: Nebojša Zorkić؛ زادهٔ ۲۱ اوت ۱۹۶۱) بازیکن بسکتبال اهل یوگسلاوی است.
از باشگاه‌هایی که در آن بازی کرده‌است می‌توان به باشگاه بسکتبال پارتیزان اشاره کرد.
وی در مسابقات کشوری و بین‌المللی در مجموع برندهٔ ۱ مدال طلا، ۱ مدال نقره، ۱ مدال برنز شده‌است.